# مديرية بروناي - موارا
مديرية بروناي - موارا  هي مديرية في بروناي، بلغ عدد سكانها 279,924  نسمة وذلك حسب إحصائيات سنة 2011، عاصمتها بندر سري بكاوان، تبلغ مساحتها 571 كيلومتر مربع.

## التقسيمات الإدارية
- Mukim Berakas 'A' [الإنجليزية]‏
- Mukim Berakas 'B' [الإنجليزية]‏
- Mukim Burong Pingai Ayer [الإنجليزية]‏
- Mukim Gadong 'A' [الإنجليزية]‏
- Mukim Gadong 'B' [الإنجليزية]‏
- Mukim Kianggeh [الإنجليزية]‏
- Mukim Kilanas [الإنجليزية]‏
- Mukim Kota Batu [الإنجليزية]‏
- Mukim Lumapas [الإنجليزية]‏
- Mukim Mentiri [الإنجليزية]‏
- Mukim Pengkalan Batu [الإنجليزية]‏
- Mukim Peramu [الإنجليزية]‏
- Mukim Saba [الإنجليزية]‏
- Mukim Sengkurong [الإنجليزية]‏
- Mukim Serasa [الإنجليزية]‏
- Mukim Sungai Kebun [الإنجليزية]‏
- Mukim Sungai Kedayan [الإنجليزية]‏
- Mukim Tamoi [الإنجليزية]‏.